# مسابقه مرگ: فراتر از هرج و مرج
مسابقه مرگ ۴: فراتر از هرج و مرج (به انگلیسی: Death Race: Beyond Anarchy) یک فیلم اکشن آمریکایی محصول سال ۲۰۱۸ به کارگردانی دان مایکل پال که در ۲ اکتبر سال ۲۰۱۸ به صورت ویدئویی منتشر شد. این چهارمین و آخرین فیلم از سری بازسازی مسابقه مرگ و دنباله مستقیم فیلم مسابقه مرگ در سال ۲۰۰۸ محسوب می‌شود.

## بازیگران
- زاک مک‌گاون … کانر گیبسون
- دنی گلاور … بالتیمور باب
- کریستین مارزانو … جین
- دنی ترخو … گلدبرگ
- فردریک کوهلر
- پاولوف پاولو … فرانکنشتاین
- نولان نورث … صدای فرانکشتاین